# Månstads distrikt
Månstads distrikt är ett distrikt i Tranemo kommun och Västra Götalands län. 
Distriktet ligger norr om Tranemo. 

## Tidigare administrativ tillhörighet
Distriktet inrättades 2016 och utgörs av socknen Månstad i Tranemo kommun.
Området motsvarar den omfattning Månstads församling hade vid årsskiftet 1999/2000.